# 阿野季綱
阿野 季綱（あの すえつな）は、戦国時代の公卿。官位は従三位。

## 生涯
父・公熈は応仁の乱の際に葉室光忠（室は公熈の従姉妹）とともに足利義視を支持し、母もかつて義視の寵愛を受けていたとされる事から、義視の子である足利義材が将軍になるとその信任を受けた。明応の政変の際にも義材に近侍していたが、京都に脱出している。
その後、明応7年（1498年）になって突然京都を脱出して越中国に亡命中の足利義材に合流し、東坊城和長に義材の改名の相談を持ち掛けるなど、京都の朝廷や公家との連絡係を務めている。
永正5年（1508年）に足利義稙（義材を改名）が京都に戻って将軍に復帰すると、その推挙によって同年7月16日に参議兼左近衛中将に任ぜられ、位階も従四位上に進められた。復帰後の季綱は義稙の為に朝廷や公家達との交渉を行ったほか、細川高国や大内義興に義稙の意向を伝えるなど、将軍側近の地位を得るに至った。
永正6年（1509年）に正四位下、永正8年（1511年）に従三位に叙せられるが、同年に41歳で急死した。

## 系譜
- 父：阿野公熙
- 母：勧修寺経成の娘
- 妻：無
  - 養子：阿野季時（実父は万里小路賢房[1]）